# Victoria Bayona
Victoria Bayona (La Plata, 18 de octubre de 1978) es una escritora y dramaturga argentina, especializada en género fantástico e infantil.

## Trayectoria
Es egresada de la Escuela Nacional de Bellas Artes Prilidiano Pueyrredón. Ha alcanzado fama como escritora de género fantástico ("fantasy" en Argentina), en especial tras la publicación de Los viajes de Marion - El secreto de la lengua, una de sus obras más destacadas. 
Su novela La maestra fue finalista y obtuvo una mención en el Premio El barco de vapor 2014 Argentina. Su obra de teatro Balcones fue premiada por la Legislatura Porteña en la edición 2015 de sus Concursos Anuales de Arte.
Tanto Los monos fantasma como 20 poemas de terror y una canción disparatada y De este lado del mundo fueron incluidos en los 100 recomendados de la Fundación Cuatrogatos en los años 2019, 2020 y 2024. En 2021 y 2024 ganó el primer premio "Los favoritos de los lectores" organizado por ALIJA con sus libros "20 poemas de terror y una canción disparatada" y "Los monos fantasma", respectivamente. Este premio es elegido por lectores de sexto grado de escuelas de todo el país.

## Libros
- Dalila y los tritauros. Editorial Estrada, Colección Azulejos, Buenos Aires, 2013
- El secreto de la lengua (Los viajes de Marion, #1). Ed. Del Nuevo Extremo, Buenos Aires, 2015.
- Fantasía y terror en Cuerno Callado. Gerbera Ediciones Infantiles, Buenos Aires, 2016.
- Los Iniciados de Megora (Los viajes de Marion, #2) Ed. Del Nuevo Extremo, Buenos Aires, 2017.
- La guerra de los pájaros (Los viajes de Marion, #3) Ed. Del Nuevo Extremo, Buenos Aires, 2018.
- 20 poemas de terror y una canción disparatada (Ilustraciones de Juan Chavetta) - Gerbera Ediciones Infantiles, Buenos Aires, 2019.
- El último guardián (Casa de Fieras, #1) Puck Latinoamérica, Buenos Aires, 2020.
- El pequeño malabarista. Uranito, Buenos Aires, 2021.
- Relatos abominables (Ilustraciones de Juan Chavetta) - Gerbera Ediciones Infantiles, Buenos Aires, 2022.
- El Portal del Norte (Casa de Fieras, #2) Puck Latinoamérica, Buenos Aires, 2022.
- La maestra. (Reedición) Alfaguara, Buenos Aires, 2023.
- De este lado del mundo. Nube de Tinta, Buenos Aires, 2023.
- Puro Pelo y el perro zombie. Quipu, Buenos Aires, 2023.
- La mascota. (Reedición) Alfaguara, Buenos Aires, 2024.
- Los monos fantasma. (Reedición) Gerbera, Buenos Aires, 2024.
- Los ecos de la resistencia (Casa de Fieras, #3) Puck Latinoamérica, Buenos Aires, 2024.
- Juana Petrego: El misterio de la tía abuela. Alfaguara, Buenos Aires, 2025.
- Balcones. The Orlando Books, Buenos Aires, 2025.

"En un segundo todo sobre cubierta explotó, como si una gran maquinaria hubiera sido puesta en movimiento. El trajín de músculos e indicaciones la mantuvo durante algunos momentos lejos de su realidad; pero los minutos pasaron, hasta que la tranquilidad de la noche la devolvió a la jaula solitaria en donde no cabían más que ella y sus pensamientos.
Marion lloró, abrumada por los recuerdos que comenzaban a grabarse a fuego en su memoria, y abatida por el futuro que creyó conocer y que en un segundo le había sido arrebatado.”
Los viajes de Marion - El secreto de la lengua (fragmento)

"“Solo tú puedes definir quién eres. Y el peor error que puedes cometer es dejarte influenciar por lo que opinan los demás.”
Casa de Fieras (fragmento)

## Antologías
- La felicidad de Dafne, cuento. De la Tierra al Olimpo, Ediciones SM, Buenos Aires, 2014.
- Tres, cuento. Paganos, Ed. Alto Pogo, Buenos Aires, 2014.
- Visitas en la noche, cuento. Las voces del fuego, Ediciones SM, Buenos Aires, 2014.
- Dos príncipes, un río, cuento. Esos raros relatos nuevos, Catapulta Editores, Buenos Aires, 2019.
- La luna y la flor, cuento. Cuando el mundo era nuevo, Bambalí Ediciones, Buenos Aires, 2023.

## Teatro
- Reunión de madres (2008) (junto con Ana López Pacio).
- El síndrome Kafka (2013).
- Balcones (2014).
- Superando el síndrome Kafka (2018).

## Ilustración
- Ilustraciones de Los conejos están vivos, de Franco Vaccarini, Elevé Ediciones, Buenos Aires, 2013.
- Ilustración en iluSORIAS, de Alberto Laiseca, Ed. Muerde Muertos, 2013.
- Ilustraciones de Rey de golosinas, de Cecilia Pisos, Edebé, Buenos Aires, 2014.

## Premios
- 2014 - Mención en el premio "El barco de Vapor" por su novela La maestra.
- 2015 - Tercer premio en los Concursos Anuales de Arte organizados por la Legislatura Porteña por su obra Balcones.
- 2019 - 100 recomendados de la Fundación Cuatrogatos: Los monos fantasma.
- 2020 - 100 recomendados de la Fundación Cuatrogatos: 20 poemas de terror y una canción disparatada.
- 2024 - 100 recomendados de la Fundación Cuatrogatos: De este lado del mundo.
- 2021 - 1.er premio de "Los favoritos de los lectores"; organizado por ALIJA con su obra 20 poemas de terror y una canción disparatada.
- 2024 - 1.er premio de "Los favoritos de los lectores"; organizado por ALIJA con su obra Los monos fantasma.